# 3552 Don Quixote

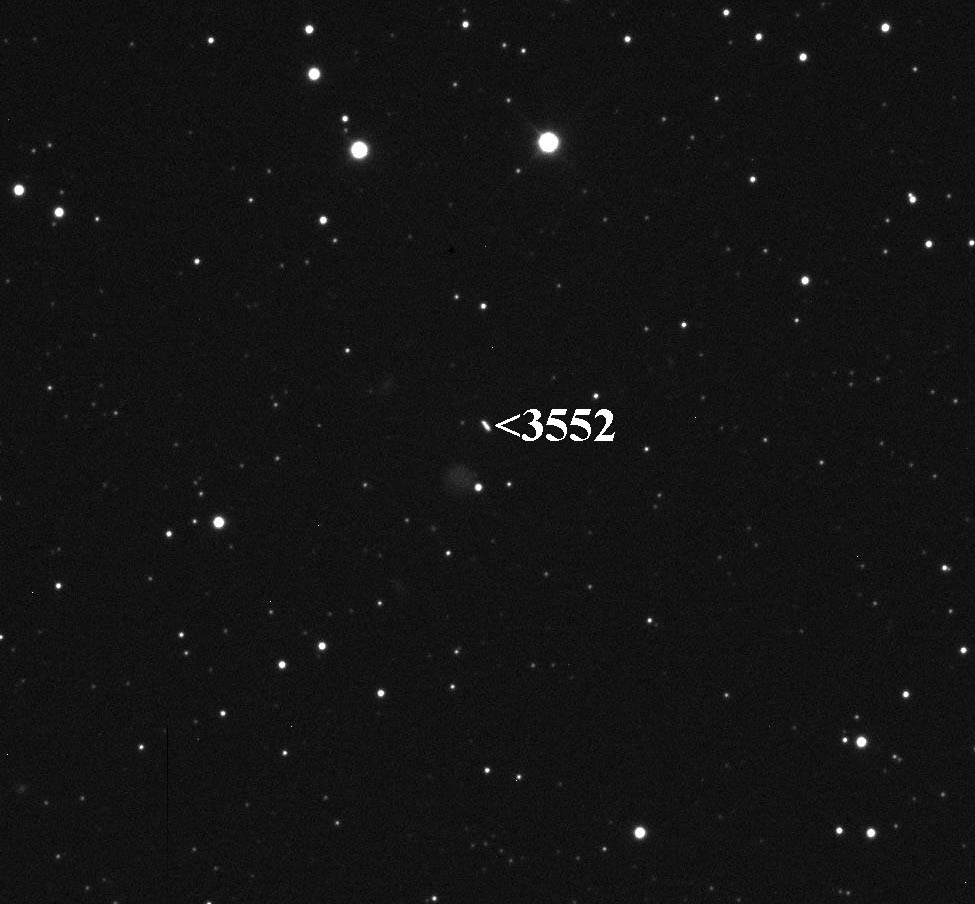
3552 Don Quixote

3552 Don Quixote eller 1983 SA är en asteroid i huvudbältet som korsar både Mars omloppsbana och Jupiters omloppsbana. Den upptäcktes 26 september 1983 av den Schweiziska astronomen Paul Wild vid Observatorium Zimmerwald. Den har fått sitt namn efter huvudkaraktären Don Quijote i boken Den snillrike riddaren Don Quijote av La Mancha av Miguel Cervantes.
Asteroiden har en diameter på ungefär 19 kilometer och den tillhör asteroidgruppen Amor.